# Kanonické právo katolické církve
Kanonické právo katolické církve („kanonické právo“ pochází z latinského ius canonicum) je „způsob, jakým se církev organizuje a řídí“." Jedná se o systém zákonů a církevněprávních zásad, které vydávají a prosazují hierarchické orgány katolické církve, aby upravily její vnější organizaci a správu a aby uspořádaly a usměrnily činnost katolíků směrem k poslání církve. Byl to první moderní západní právní systém a je nejstarším nepřetržitě fungujícím právním systémem na Západě, zatímco svébytnou tradicí východního katolického kanonického práva se řídí 23 východních katolických partikulárních církví sui iuris.
Pozitivní církevní zákony, založené přímo či nepřímo na neměnném božském nebo přirozeném právu, odvozují formální autoritu v případě univerzálních zákonů z promulgace nejvyšším zákonodárcem – nejvyšším pontifikem, který má ve své osobě veškerou zákonodárnou, výkonnou a soudní moc, nebo sborem biskupů jednajících ve společenství s papežem; naproti tomu partikulární zákony odvozují formální autoritu z promulgace zákonodárcem nižším než nejvyšší zákonodárce, ať už řádovým nebo delegovaným zákonodárcem. Vlastní předmět kánonů není pouze naukové nebo morální povahy, ale zahrnuje vše, co se týká lidského stavu.
Kanonické právo katolické církve má všechny běžné prvky vyspělého právního systému: zákony, soudy, advokáty, soudce. Kanonické právo katolické církve je formulováno v právním kodexu pro latinskou církev a také v kodexu pro východní katolické církve. Toto kanonické právo má zásady právního výkladu a donucovací sankce. Ve většině světských jurisdikcí nemá civilněprávní závaznost. Ti, kdo se v kanonickém právu vyznají a jsou v něm zběhlí, a profesoři kanonického práva se nazývají kanonisté (nebo hovorově kanoničtí právníci). Kanonické právo jako církevní věda se nazývá kanonistika.
Jurisprudence kanonického práva je komplex právních principů a tradic, v jejichž rámci kanonické právo funguje, zatímco filozofie, teologie a základní teorie katolického kanonického práva jsou oblasti filozofické, teologické a právní vědy, které se věnují poskytování teoretického základu kanonického práva jako právního systému a jako pravého práva.

## Definice

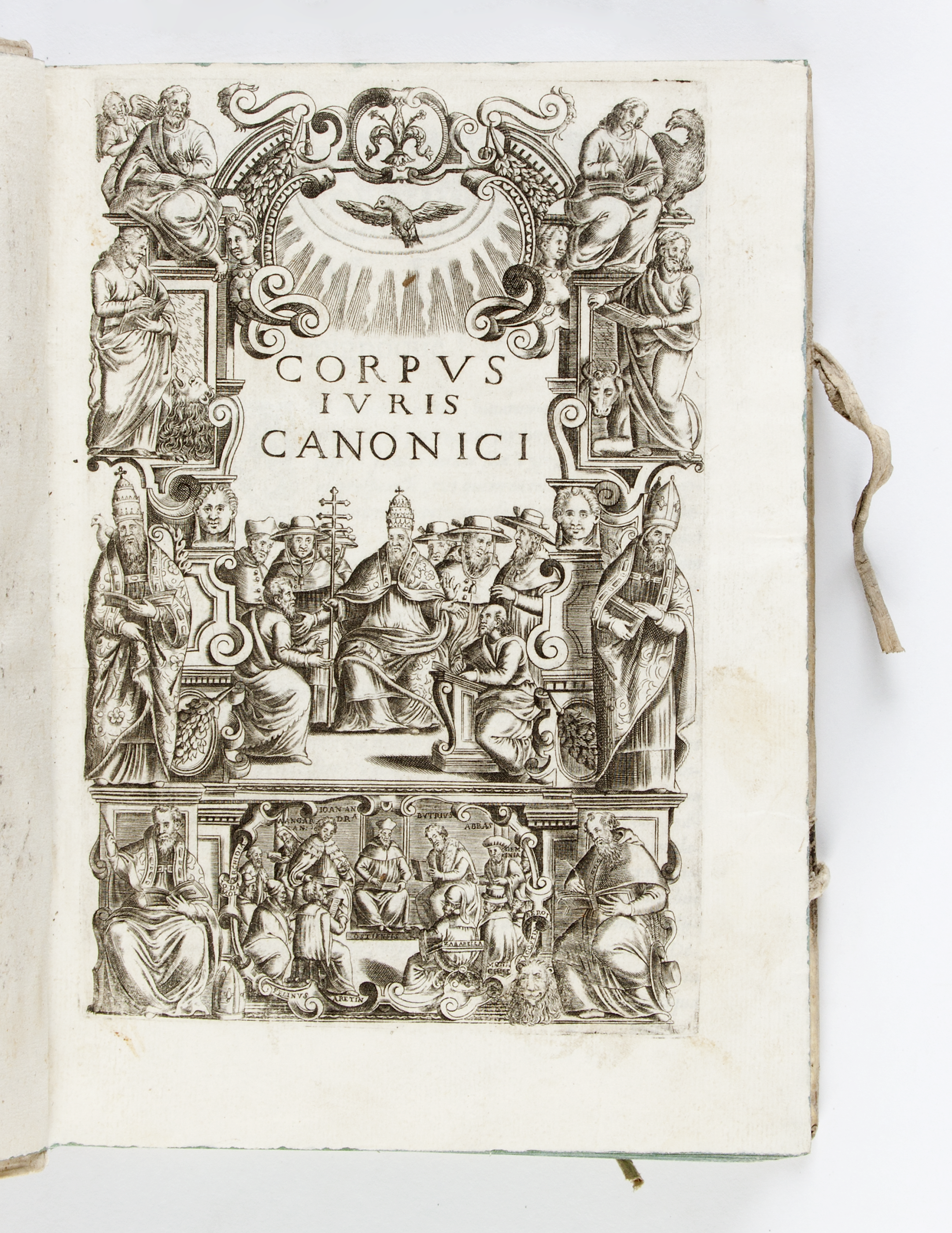
Corpus iuris canonici, základní sbírka katolického kanonického práva po více než 750 let.

Termín „kanonické právo“ (ius canonicum) se začal pravidelně používat až od dvanáctého století, naproti tomu termín ius ecclesiasticum označoval světské právo, ať už císařské, královské nebo feudální, které se týkalo vztahů mezi státem a katolickou církví, termín corpus iuris canonici se začal používat pro označení kanonického práva jako právního systému od třináctého století.
Mezi další termíny, které se někdy používají jako synonyma pro ius canonicum, patří ius sacrum, ius ecclesiasticum, ius divinum a ius pontificium a také sacri canones (posvátné kánony).
Církevní pozitivní právo je pozitivní právo, které vychází ze zákonodárné moci katolické církve ve snaze řídit své členy v souladu s evangeliem Ježíše Krista. Fernando della Rocca použil termín „církevní pozitivní právo“ v protikladu k civilnímu pozitivnímu právu, aby rozlišil mezi lidskými zákonodárci církve a státu, kteří všichni vydávají „pozitivní právo“ v běžném smyslu.
Příkladem církevního pozitivního práva je půst během liturgického období v postní době a řeholní osoby (mniši, jeptišky atd.), které potřebují povolení svých představených k vydání nějaké knihy.

### Etymologie slova „kánon“
Hlavní článek: Kánon (kanonické právo)
Slovo „kánon“ pochází z řeckého kanon, které v původním užití označovalo rovnou hůl, později se používalo pro měřidlo a nakonec začalo znamenat pravidlo nebo normu. V roce 325, kdy se konal první ekumenický koncil, Nikaia I., začalo slovo kánon získávat omezené právní označení zákona vyhlášeného synodou nebo ekumenickým koncilem, ale i zákona vyhlášeného konkrétním biskupem.

## Zdroje kanonického práva
Hlavní článek: Právní věda katolického kanonického práva
Termín zdroj či pramen kanonického práva (fons iuris canonici) lze chápat ve dvojím smyslu: a) jako formální příčinu existence práva, a v tomto smyslu hovoříme o fontes essendi (česky: „prameny bytí“) kanonického práva nebo zákonodárců; b) jako materiální prostředek, jímž jsou zákony předávány a dávány na vědomí, a v tomto smyslu jsou prameny stylizovány jako fontes cognoscendi (česky: „prameny poznání“) nebo úložiště, podobně jako prameny historie.

## Právní historie a kodifikace
Hlavní článek: Právní dějiny katolické církve
Viz též: Římskokatolická církev
Katolická církev má nejstarší nepřetržitě fungující právní systém na Západě, mnohem pozdější než římské právo, ale předcházející vývoji moderních evropských občanskoprávních tradic. To, co začalo pravidly („kánony“) údajně přijatými apoštoly na jeruzalémském koncilu v prvním století, se vyvinulo ve velmi komplexní právní systém zahrnující nejen normy Nového zákona, ale i některé prvky hebrejské (starozákonní), římské, vizigótské, saské a keltské právní tradice. Je známo až 36 sbírek kanonického práva, které vznikly před rokem 1150.
Dějiny latinského kanonického práva lze rozdělit do čtyř období: ius antiquum, ius novum, ius novissimum a Codex Iuris Canonici. Ve vztahu ke kodexu lze dějiny rozdělit na ius vetus (veškeré právo před kodexem z roku 1917) a ius novum (právo kodexu neboli ius codicis).
Východní katolické kanonické právo východních katolických církví, které si vytvořilo některé odlišné disciplíny a postupy, prošlo vlastním procesem kodifikace, jehož výsledkem byl Codex Canonum Ecclesiarum Orientalium vyhlášený v roce 1990 papežem Janem Pavlem II.
Svatý Rajmund z Penyafortu (1175–1275), španělský dominikánský kněz, je patronem kanonistů díky svému významnému přínosu pro kanonické právo, když kodifikoval Dekretály Řehoře IX. Mezi další svaté patrony patří svatý Ivo ze Chartres a jezuita svatý Robert Bellarmino.

### Ius antiquum
Hlavní článek: Ius antiquum
Viz též: Starověké církevní uspořádání a Sbírky starověkých kánonů

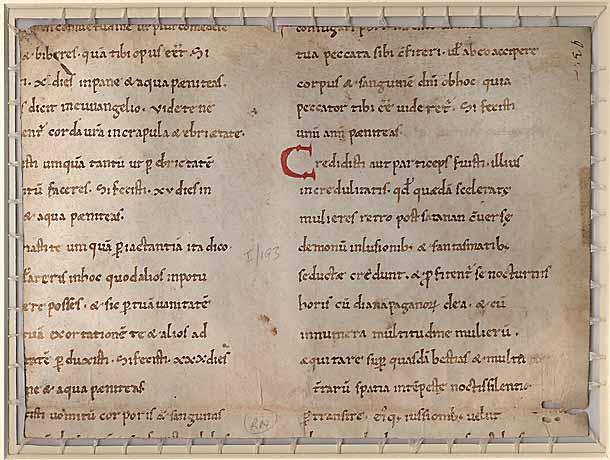
Obrázek stránek z Dekretu Burcharda z Wormsu, knihy kanonického práva z 11. století.

Období kanonických dějin známé jako ius antiquum („starověké právo“) se táhne od založení církve do doby Gratiana (polovina 12. století). Toto období lze dále rozdělit do tří období: doba apoštolů do smrti papeže Gelasia I. (496 n. l.), konec 5. století do nepravé sbírky z 9. století a poslední až do doby Gratiana (polovina 12. století).
V rané církvi byly první kánony vydány biskupy sjednocenými na „ekumenických“ koncilech (císař svolal všechny biskupy známého světa, aby se zúčastnili alespoň s uznáním římského biskupa) nebo na „místních“ koncilech (biskupové určitého regionu nebo území). Postupem času byly tyto kánony doplněny dekretály římských biskupů, které byly odpovědí na pochybnosti nebo problémy podle zásady „Roma locuta est, causa finita est“ („Řím promluvil, pře je skončena“). Katolická encyklopedie toto rčení spojuje s výrokem svatého Augustina, který ve skutečnosti řekl něco zcela jiného: „jam enim de hac causa duo concilia missa sunt ad sedem apostolicam; inde etiam rescripta venerunt; causa finita est“ (což zhruba přeloženo znamená: „jsou dva koncily, neboť nyní je tato záležitost předložena Apoštolskému stolci, odkud také přicházejí dopisy, případ byl ukončen“) v reakci na tehdejší heretické pelagianství.
V prvním tisíciletí římské církve byly kánony různých ekumenických a místních koncilů doplněny dekretály papežů, které byly shromážděny do sbírek.

### Ius novum
Hlavní článek: Corpus iuris canonici

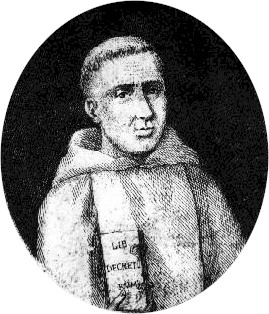
Gratian – „otec kanonického práva“

Období kanonických dějin známé jako Ius novum („nové právo“) nebo střední období zahrnuje dobu od Gratiána do Tridentského koncilu (polovina 12. století – 16. století).
Falešné koncilní kánony a papežské dekrety byly shromažďovány ve sbírkách, neoficiálních i oficiálních. V roce 1000 neexistovala žádná kniha, která by se pokusila shrnout celý soubor kanonického práva, systematizovat jej vcelku nebo po částech. První skutečně systematickou sbírku sestavil kamaldulský mnich Gratián v 11. století, obecně známou jako Decretum Gratiani („Gratiánův dekret“), ale původně nazvanou Konkordance nesouhlasných kánonů (Concordantia Discordantium Canonum). Před Gratiánem neexistovala žádná „jurisprudence kanonického práva“ (systém právních výkladů a zásad). Gratián je zakladatelem kanonické jurisprudence, díky čemuž si zaslouží titul „otec kanonického práva“. Gratián měl také obrovský vliv na dějiny přirozeného práva, když předal scholastice antické učení přirozeného práva.
Kanonické právo se v letech 1140 až 1234 výrazně rozšířilo. Poté se jeho tempo zpomalilo, s výjimkou zákonů místních koncilů (oblast kanonického práva, která potřebuje vzdělání) a doplnění světských zákonů. V roce 1234 papež Řehoř IX. vyhlásil první oficiální sbírku kánonů, nazvanou Decretalia Gregorii Noni nebo Liber Extra. Následovaly Liber Sextus (1298) Bonifáce VIII., Clementines (1317) Klementa V., Extravagantes Joannis XXII. a Extravagantes Communes, které měly stejnou strukturu jako Liber Extra. Všechny tyto sbírky spolu s Decretum Gratiani se společně označují jako Corpus Iuris Canonici. Po dokončení Corpus Iuris Canonici byly následné papežské právní předpisy vydávány v periodických svazcích zvaných Bullaria.
Ve třináctém století začala římská církev shromažďovat a organizovat své kanonické právo, které se po tisíciletí vývoje stalo složitým a obtížným systémem výkladu a vzájemných odkazů. Oficiálními sbírkami byly Liber Extra (1234) papeže Řehoře IX., Liber Sextus (1298) Bonifáce VIII. a Clementines (1317), připravené pro Klementa V., ale vydané Janem XXII. Ty byly adresovány univerzitám papežskými listy na začátku každé sbírky a tyto texty se staly učebnicemi pro začínající kanonisty. V roce 1582 byla pořízena sbírka Decretum, Extra, Sext, Clementines a Extravagantes (tj. dekrety papežů od papeže Jana XXII. po papeže Sixta IV.).

### Ius novissimum
Třetí kanonické období, známé jako ius novissimum („nejnovější právo“), se datuje od Tridentského koncilu do vyhlášení Kodexu kanonického práva z roku 1917, který nabyl právní účinnosti v roce 1918. O počátku ius novissimum však nepanuje všeobecná shoda. Edward Neal Peters tvrdí, že ius novissimum ve skutečnosti začíná Liber Extra Řehoře IX. z roku 1234.

### Ius codicis

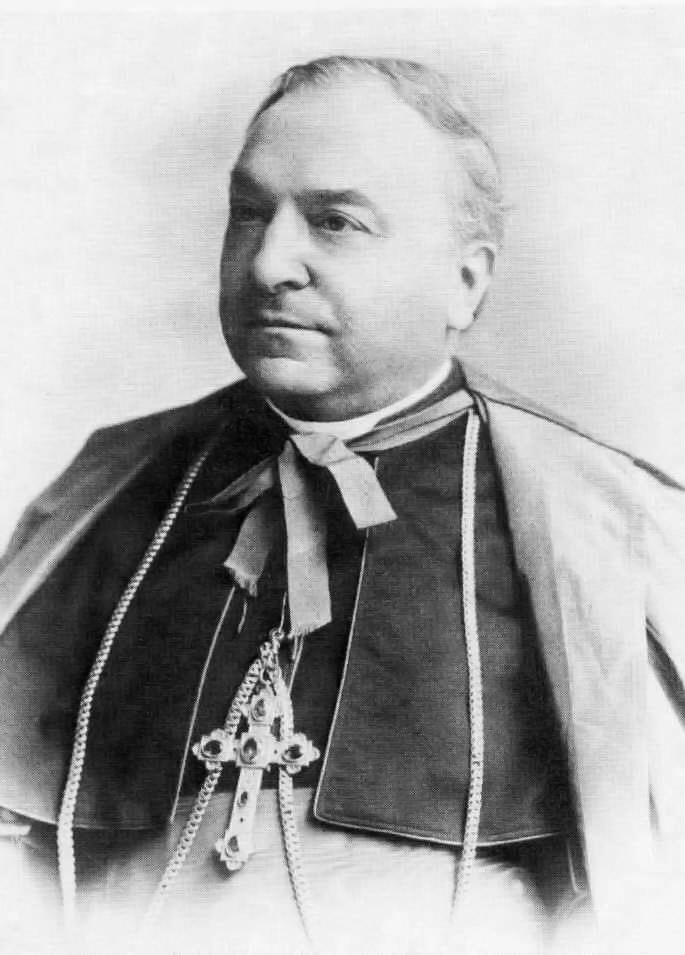
Kardinál Pietro Gasparri, autor Kodexu kanonického práva z roku 1917.

Čtvrtým obdobím kanonických dějin je období současné, zahájené vyhlášením Kodexu kanonického práva z roku 1917 dne 27. května 1917.
Benedikt XV. se ve své promulgační bule odvolává na motu proprio Arduum sane, které vydal Pius X. 17. března 1904 a které dalo vzniknout kodexu z roku 1917. V tomto památném výroku zesnulý pontifik uvedl důvody, které ho jako nejvyššího pastýře duší, jenž má péči o všechny církve, vedly k tomu, aby zajistil novou kodifikaci církevních zákonů s cílem „dát dohromady s pořádkem a jasností všechny dosud vydané církevní zákony, odstranit všechny, které by byly uznány za zrušené nebo zastaralé, ostatní přizpůsobit potřebám doby a vydat nové v souladu se současnými potřebami“.
Někdy je označován jako ius codicis („právo kodexu“) nebo ve srovnání se všemi předchozími právy jako ius novum („nové právo“). Papežská rada pro legislativní texty čas od času vydává autentické výklady týkající se kodexu. Papež text kodexů příležitostně mění.

#### Pio-Benediktinské právo
Hlavní článek: Kodex kanonického práva z roku 1917
V 19. století obsahoval soubor kanonických předpisů přibližně 10 000 norem. Mnohé z nich bylo obtížné vzájemně sladit kvůli změnám okolností a praxe. Tato situace přiměla papeže Pia X., aby nařídil vytvoření prvního Kodexu kanonického práva, jediného svazku jasně formulovaných zákonů. Pod záštitou kardinála Pietra Gasparriho byla dokončena práce komise pro kodifikaci kanonického práva za Benedikta XV., který kodex vyhlásil 27. května 1917, s účinností od 29. května 1918. Protože práce započal Pius X., byl někdy nazýván „Pio-Benediktinským kodexem“, častěji však kodexem z roku 1917, aby se odlišil od pozdějšího kodexu z roku 1983, který jej nahradil. Při jeho přípravě byly prozkoumány staleté materiály, které přední odborníci zkoumali z hlediska pravosti, a byl co nejvíce sladěn s protikladnými kánony a dokonce i s jinými kodexy, od Justiniánova kodexu po Napoleonův kodex.

#### Johanno-Paulinské právo
Hlavní článek: Kodex kanonického práva z roku 1983
V následujících desetiletích byly některé části kodexu z roku 1917 upraveny, zejména za papeže Pia XII. V roce 1959 papež Jan XXIII. spolu se svým záměrem svolat II. vatikánský koncil oznámil, že Kodex z roku 1917 bude kompletně přepracován. V roce 1963 se komise jmenovaná k tomuto úkolu rozhodla projekt odložit až do ukončení koncilu. Po uzavření II. vatikánského koncilu v roce 1965 bylo zřejmé, že Kodex z roku 1917 bude třeba revidovat ve světle dokumentů a teologie II. vatikánského koncilu. Když se konečně začalo pracovat, bylo zapotřebí téměř dvou desetiletí studia a diskusí o návrzích jednotlivých částí, než mohl papež Jan Pavel II. promulgovat revidované vydání, které vstoupilo v platnost 27. listopadu 1983, poté co bylo promulgováno prostřednictvím apoštolské konstituce Sacrae Disciplinae Leges z 25. ledna 1983. Obsahuje 1752 kánonů a je v současnosti závazným právem latinské církve.
Tato kodifikace je označována jako Kodex kanonického práva z roku 1983, aby se odlišila od Kodexu z roku 1917. Stejně jako předchozí kodifikace se vztahuje na římské katolíky latinské církve.
Jako aktuálně platné právo latinské církve tvoří hlavní část Ius vigens (česky „aktivní právo“).

### Východní katolické kanonické právo
Hlavní článek: Východní katolické kanonické právo
Východní katolické kanonické právo je právo 23 katolických partikulárních církví sui iuris východní katolické tradice. Východní kanonické právo zahrnuje jak společnou tradici všech východních katolických církví, která je nyní obsažena především v Kodexu kánonů východních církví, tak i partikulární právo vlastní každé jednotlivé východní katolické církvi sui iuris. Východní kanonické právo, které vzniklo na základě kánonů jednotlivých koncilů a spisů východních církevních otců, se vyvíjelo v souladu s byzantským římským právem, což vedlo k sestavení nomokanonů. Východní kanonické právo se odlišuje od latinského kanonického práva, které se vyvíjelo po samostatné linii ve zbytcích Západořímské říše pod přímým vlivem římského papeže a je nyní kodifikováno především v Kodexu kanonického práva z roku 1983.

#### Nomokánony
Hlavní článek: Nomokánon
Nomokánon (řecky: Νομοκανών) je sbírka církevního práva, která se skládá z prvků práva občanského (nomoi) i kanonického (kanones). Sbírky tohoto druhu se vyskytovaly pouze ve východním právu. Řecká církev má dvě hlavní nomokanonické sbírky: „Nomokanon Jana Scholastika“ ze 6. století a „Nomokanon ve 14 titulech“, který pochází z doby vlády byzantského císaře Herakleia (r. 610–641) a vznikl sloučením Collectio tripartita (sbírky Justiniánova císařského práva) a „Kanonické syntagmy“ (církevních kánonů). Ta byla dlouho v úctě a přešla do ruské církve, ale postupně byla v roce 883 vytlačena „Fotiovým nomokanonem“. Fotius systematicky sestavil východní kánony, které se na Západě rovnají obdobě Gratiana. Jeho dvoudílná sbírka, chronologická sbírka synodálních kánonů a revize nomokánonu s aktualizovanými civilními zákony, se stala klasickým pramenem starověkého kanonického práva pro řeckou církev.

#### Kodex kánonů východních církví
Hlavní článek: Kodex kánonů východních církví
Viz též: Východní kanonické reformy Pia XII.
Pro východní katolíky byly dvě části východního katolického kanonického práva již za papeže Pia XII. vydány ve formě krátkých kánonů. Tyto části byly revidovány v rámci uplatnění rozhodnutí papeže Jana XXIII. provést všeobecnou revizi církevního kanonického práva; v důsledku toho vstoupil 1. října 1991 poprvé v platnost samostatný kodex pro členy východních katolických církví (apoštolská konstituce Sacri canones z 18. října 1990). Kodex kánonů východních církví, jak je nazýván, se od latinského Kodexu kanonického práva z roku 1983 liší ve věcech, v nichž se východní a latinská tradice rozcházejí, jako je terminologie, disciplína týkající se hierarchických úřadů a udělování svátostí.

## Právní věda kanonického práva
Hlavní článek: Jurisprudence katolického kanonického práva

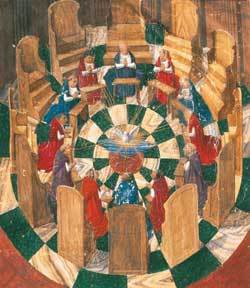
Zobrazení zasedání Římské roty

Instituce a praxe kanonického práva se vyvíjely souběžně s právním vývojem ve velké části Evropy, a proto jak moderní občanské právo, tak common law nesou vlivy kanonického práva.
Od dob Ethelberta [přibližně od roku 600] bylo anglické právo pod vlivem římského práva, které se vžilo do tradic katolické církve.
Velká část legislativního stylu byla převzata z římského práva, zejména z justiniánského Corpus Iuris Civilis. Po „pádu“ Římské říše a až do obnovení římského práva v 11. století sloužilo kanonické právo jako nejdůležitější jednotící síla mezi místními systémy v tradici občanského práva. Katolická církev ve středověku rozvinula inkviziční systém a kanonisté zavedli do postřímské Evropy koncept vyššího práva konečné spravedlnosti, které stojí nad momentálním právem státu.
V jednom ze svých obsáhlých projevů v Senátu Spojených států amerických hovořil pan Charles Sumner o „velkorysé domněnce obecného práva ve prospěch neviny obviněného“; je však třeba přiznat, že takovou domněnku nelze nalézt v anglosaském právu, kde se někdy zdá, že domněnka byla opačná. A ve velmi nedávném případu Nejvyššího soudu Spojených států, ve věci Coffin, 156 U. S. 432, se poukazuje na to, že tato domněnka byla plně zavedena v římském právu a zachována v právu kanonickém.
Základními kanonickými prameny práva jsou Kodex kanonického práva z roku 1983, Kodex kánonů východních církví a Pastor Bonus. Dalšími prameny jsou apoštolské konstituce, motibus propriis, partikulární právo a – se souhlasem příslušného zákonodárce – zvyky. Aby zákon nabyl právní účinnosti, musí být vyhlášen. Pozdější a opačný zákon obroguje zákon dřívější.
Kanonisté formulovali interpretační právní pravidla pro magisteriální (nelegislativní) výklad kanonických zákonů. Autentický výklad je oficiální výklad zákona vydaný zákonodárcem a má sílu zákona.

## Filozofie, teologie a základní teorie katolického kanonického práva
Hlavní článek: Filozofie, teologie a základní teorie katolického kanonického práva

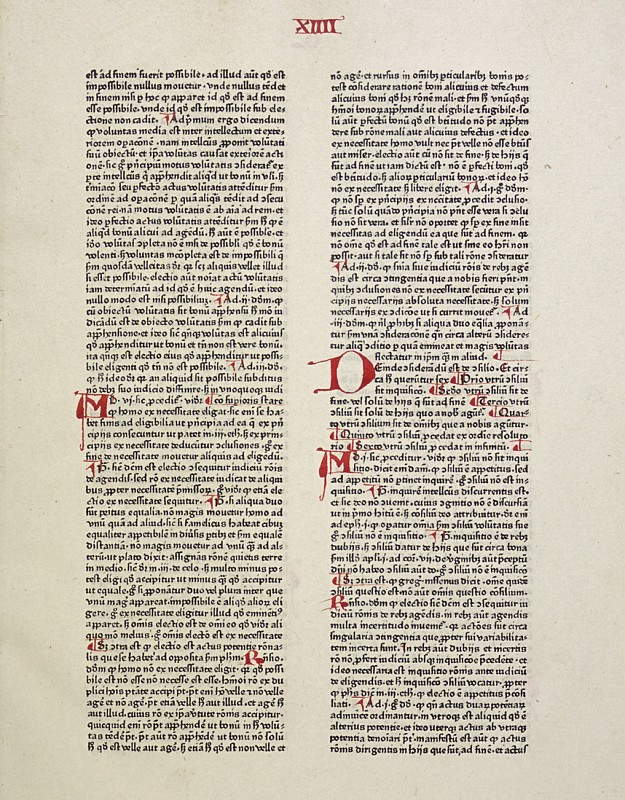
Summa theologica, Pars secunda, prima pars. (kopie Petera Schöffera, 1471)

Ačkoli kanonická právní teorie obecně vychází z principů aristotelsko-tomistické právní filozofie, Tomáš Akvinský ve svém Pojednání o právu nikdy výslovně nepojednává o místě kanonického práva, nicméně sám Akvinský byl kanonickým právem ovlivněn. Zatímco mnozí kanonisté bez námitek aplikují tomistickou definici práva (lex) na kanonické právo, někteří autoři použitelnost tomistické definice na kanonické právo zpochybňují s tím, že její aplikace by ochudila ekleziologii a zkazila samotný nadpřirozený cíl kanonického práva.
V desetiletích následujících po II. vatikánském koncilu mnozí kanonisté volali po teologičtějším než filozofickém pojetí kanonického práva, uznávajíce „trojí vztah mezi teologií, filozofií a kanonickým právem“. Někteří autoři pojímají kanonické právo jako v podstatě teologické a disciplínu kanonického práva jako teologickou subdisciplínu, ale Carlos José Errázuriz Mackenna tvrdí, že „v jistém smyslu celá pokoncilní kanonická věda projevuje teologický zájem v nejširším slova smyslu, tj. tendenci jasněji určit místo právní vědy v tajemství církve“.
Fundamentální teorie kanonického práva je disciplína zahrnující základy kanonického práva v samotné podstatě církve. Fundamentální teorie je novější disciplína, která si bere za předmět „existenci a povahu toho, co je právní v církvi Ježíše Krista.“ Disciplína se snaží lépe vysvětlit povahu práva v církvi a zapojuje se do teologických diskusí v pokoncilním katolicismu a snaží se bojovat proti „pokoncilnímu antijuridismu“.

## Kanonistika, fakulty a instituty
Akademické tituly v kanonickém právu jsou I.C.B. (Iuris Canonici Baccalaureatus, bakalář kanonického práva, obvykle se bere jako absolventský titul), ICLic. či J.C.L. (Iuris Canonici Licentiatus, licenciát kanonického práva) a ICDr. či J.C.D. (Iuris Canonici Doctor, doktor kanonického práva) a ti, kteří mají ICLic. nebo vyšší, se obvykle nazývají „kanonisté“ nebo „kanoničtí právníci“. Vzhledem k jeho specializované povaze je běžným předpokladem pro studium kanonického práva vyšší vzdělání v oblasti občanského práva nebo teologie. Kanonické právo jako obor se nazývá kanonistika.

### Kanonické právo a církevní úřady
Podle Kodexu kanonického práva z roku 1983 musí všichni studenti seminářů absolvovat kurzy kanonického práva. Někteří církevní činitelé musí mít doktorát (ICDr.) nebo alespoň licenciát (ICLic.) kanonického práva, aby mohli vykonávat své funkce: soudní vikáři; soudci; ochránci spravedlnosti; obránci svazku; kanoničtí advokáti. Kromě toho mají mít generální vikáři a biskupští vikáři doktorát nebo alespoň licenciát z kanonického práva nebo teologie, biskupové mají mít zpravidla vysokoškolské vzdělání (doktorát nebo alespoň licenciát) z Písma svatého, teologie nebo kanonického práva.

#### Texty a překlady kanonických kodifikací po roce 1917

##### S odkazovanými konkordancemi
- Codex Iuris Canonici (1983) (latinsky)
- Code of Canon Law (1983) (Překlad: Canon Law Society of America - via vatican.va. Obsahuje úpravu kánonů 750 a 1371 z roku 1998.) (anglicky)
- Code of Canon Law (1983) (Překlad Společnosti kanonického práva Velké Británie a Irska za přispění Společnosti kanonického práva Austrálie a Nového Zélandu a Kanadské společnosti kanonického práva) (anglicky)
- Codex canonum ecclesiarum orientalium (1990) (latinsky)
- "Code of canons of Oriental Churchs" (1990) (Překlad: Canon Law Society of America) (anglicky)
- Codex Iuris Canonici (1917) (Zrušeno Kodexem kanonického práva z roku 1983) (latinsky)

##### Bez konkordancí
- 1983 Code of Canon Law Archivováno 9. 7. 2021 na Wayback Machine. (v angličtině, aktualizováno podle legislativních změn po vyhlášení.)
- 1983 Codex Iuris Canonici Archivováno 13. 5. 2021 na Wayback Machine. (Latinsky, aktualizováno podle legislativních změn po vyhlášení.)

#### Historické texty kanonického práva
- The Medieval Canon Law Virtual Library
- Pseudo-Isidore: An Edition-in-Progress of the False Decretals
- Decretum Gratiani (vydání Friedbourg)
- Corpus Iuris Canonici (1582)
- Code de 1917 (zrušeno Kodexem kanonického práva z roku 1983) (francouzsky)

#### Katolické společnosti kanonického práva
- Společnost pro církevní právo
- Akademie kanonického práva
- Canadian Canon Law Society
- Canon Law India
- Canon Law Society of America
- Canon Law Society of Australia and New Zealand
- Canon Law Society of Great Britain & Ireland
- Canon Law Society of the Philippines
- Midwest Canon Law Society (the United States)
- Sociedade Brasileira de Canonistas